# مایک پلیچا
مایک پلیچا (ایتالیایی: Mike Pelliccia؛ زادهٔ ۲۷ اکتبر ۱۹۱۰ - درگذشته نامشخص) بازیکن بسکتبال اهل ایتالیا بود. وی در بازی‌های المپیک تابستانی ۱۹۳۶ شرکت کرده‌است.